# Guatemala
「Guatemala」（ガテマラ）は、日本のロックバンド、TRICERATOPSの7thシングル。1999年2月24日 、エピックレコードジャパンよりリリース。 

## 内容
- アルバム『THE GREAT SKELETON'S MUSIC GUIDE BOOK』からのリカットシングル。リカットはバンド史上初。限定でアナログ盤もリリースされた。
- 今作は「Raspberry」の初回盤以来の3曲収録。タイトル曲の他にライブ音源が2曲収録されている。ライブ音源の収録もバンド史上初であった。
- タイトル曲はメンバー全員のお気に入り。メンバーはシングルでのリリースを望んでいたが、キャッチーさやCMでのインパクトを考慮し、「FEVER」がアルバムの先行シングルに選ばれたという経緯がある。

## 収録曲
1. Guatemala (4:13)
2. STAR JET (LIVE VERSION) (5:22)
3. MILK (LIVE VERSION) (4:03)

全作詞・作曲：和田唱　編曲：TRICERATOPS

## カバー
Guatemala
- OKAMOTO'S - トリビュート・アルバム『TRIBUTE TO TRICERATOPS』収録（2020年）